# Journal of Earth System Science
Das Journal of Earth System Science, kurz J. Earth Syst. Sci., ist eine wissenschaftliche Fachzeitschrift, die von der Indian Academy of Sciences (IAS) in Kollaboration mit dem Springer-Verlag herausgegeben wird. Es wird seit 2005 unter diesem Namen publiziert.

## Geschichte
Die Zeitschrift basiert auf den seit 1934 herausgegebenen Proceedings – Indian Academy of Sciences, Section A, die 1979 in drei Sparten aufgeteilt wurden. Eine davon waren die Proceedings – Indian Academy of Sciences, Earth and Planetary Sciences, die von 1980 bis 2004 erschienen. Im Rahmen einer Kooperationsvereinbarung mit dem Springer-Verlag wurden sie in den jetzigen Titel Journal of Earth System Science umbenannt. Das Journal hatte im Jahr 2019 einen Umfang von acht Ausgaben pro Jahrgang. Seitdem wird es als online-Version herausgegeben, wobei die Artikel und anderen Beiträge innerhalb eines Jahrgangs kontinuierlich erscheinen.

## Beschreibung und Inhalte
Das Themenspektrum der Zeitschrift umfasst Geosphäre, Atmosphäre, Hydrosphäre einschließlich Kryosphäre und Biosphäre der Erde sowie die angrenzenden Gebiete Planetologie und Astronomie. Bevorzugt werden Beiträge, die sich auf den indischen Subkontinent und die umliegenden Regionen im Indischen Ozean beziehen.
Im Journal erscheinen Forschungs- und Übersichtsartikel sowie Kurzmitteilungen aus allen Bereichen der Erdsystemforschung. Die Forschungsartikel durchlaufen zur Qualitätssicherung das Peer-Review-Verfahren (Begutachtung von wissenschaftlichen Texten).
Der Chefredakteur der Zeitschrift ist S. Dasgupta, Indian Institute of Science Education and Research, Kolkata.

## Impact Factor
Der Impact Factor des Journal of Earth System Science beträgt laut dem mitherausgebenden Springer-Verlag 1,9 für das Jahr 2022, im Fünfjahresmittel lag er bei 2,0.

## Chefredakteure des Journal of Earth System Science
- S. Dasgupta (Juli 2022– )
- N. V. Chalapathi Rao (Juli 2016–Juni 2022)
- D. Shankar (Juli 2012–Juni 2016)
- S. R. Shetye (Juli 2001–Juni 2012)
- V. K. Gaur (1986–2000)
- D. Lal (1980–1985)
- Anna Mani (1978–1979)